# Thelocactus setispinus
Thelocactus setispinus es una especie de planta de flores perteneciente a la familia Cactaceae. 

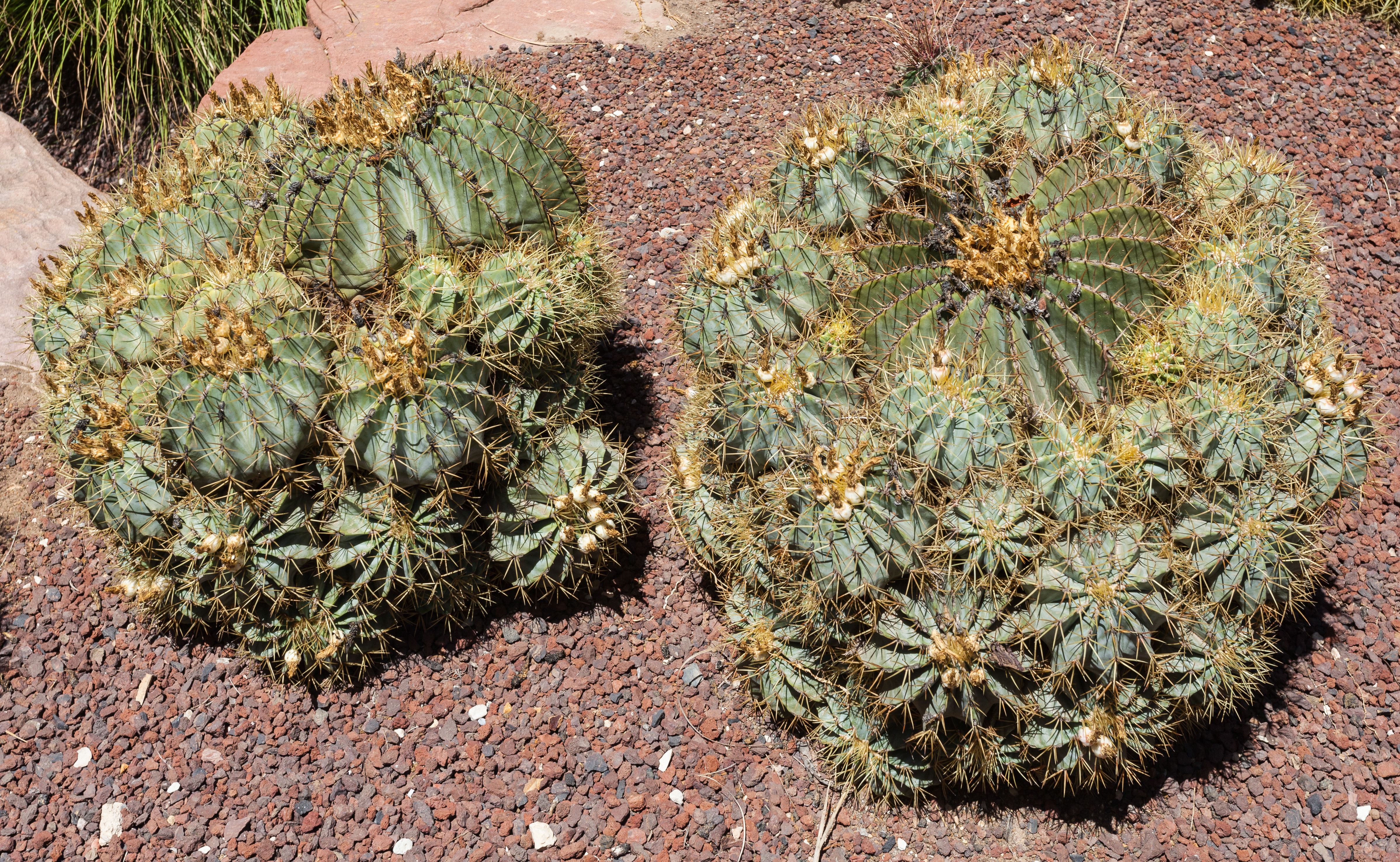
Vista de la planta

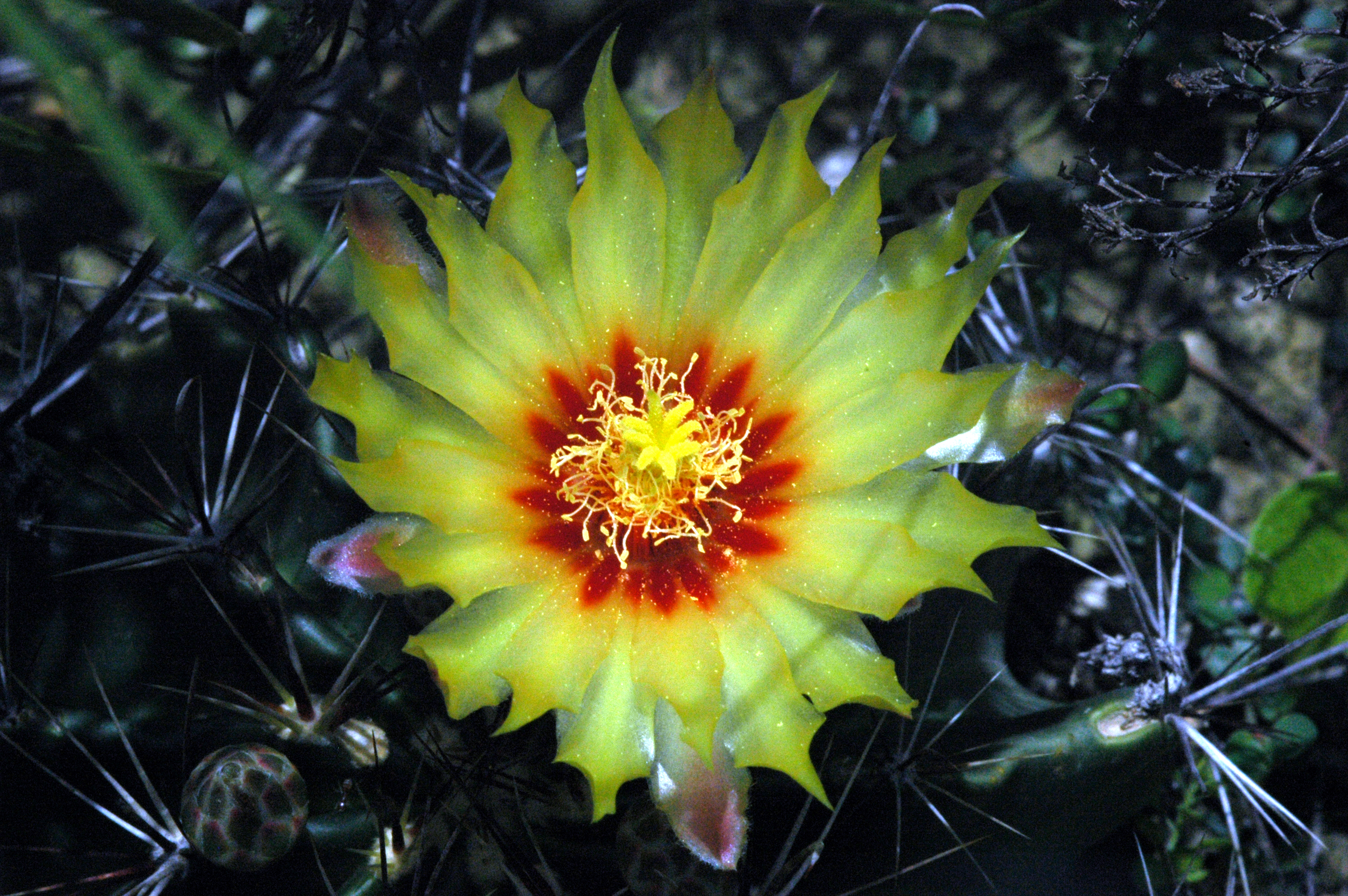
Flor.

## Distribución y hábitat
Es endémica de Coahuila de Zaragoza, Tamaulipas y Nuevo Leon en México y de Texas en los Estados Unidos. Su hábitat natural son los desiertos áridos.  Es una especie que se ha extendido por todo el mundo como planta ornamental.

## Descripción
Es una planta perenne con el tallo esférico a corto cilíndrico. El cuerpo es de color verde brillante y con alrededor de 8 a 12 centímetros de ancho y puede llegar hasta 60 centímetros de altura, con la edad. Las 13 costillas son bastante estrechas y ligeramente entalladas, estando encorvadas. Las areolas se encuentran a 10 a 12 milímetros de distancia. Las 12 a 15 espinas radiales son en forma de aguja, brillantes, de color marrón o blanco, y de hasta 4 centímetros de largo. Los 1-3 espinas centrales son más largas y más fuertes, en forma de gancho recto y curvo en la parte superior.  Las flores son amarillas de 7 centímetros de largo, con el centro rojo y duran abiertas varios días. La floración se mantiene durante varios meses. Los frutos son rojos y secos cuando están maduros, redondos o elípticos con alrededor de 8 a 10 milímetros de grosor, un poco escamosos. Se trata de una especie autofértil, es decir que no necesita de otro ejemplar cercano para que sus flores puedan ser polinizadas y producir frutos.
Posee glándulas nectaríferas fuera de las flores, que aparecen en las areolas donde ya se produjeron flores y frutos en temporadas anteriores. 
Existe discusión sobre la función que cumplen estas glándulas, ya que en las flores la función del néctar es atraer polinizadores. Sin embargo, estas glándulas no sólo se encuentran fuera de las flores, sino que también segregan néctar aun cuando no haya flores abiertas.

## Taxonomía
Thelocactus setispinus fue descrita por (Engelm.) E.F.Anderson y publicado en Bradleya; Yearbook of the British Cactus and Succulent Society 5: 59. 1987.
Etimología
Thelocactus: nombre genérico que deriva de las palabras griegas:
thele que significa "pezón" y el sufijo "cactus" - haciendo referencia a los tubérculos de la planta.
setispinus: epíteto
Sinonimia
- Echinocactus setispinus
- Hamatocactus setispinus
- Ferocactus setispinus
- Echinocactus hamatus